# Cultura LGBT en Chile
La cultura LGBT en Chile comprende las diferentes manifestaciones artísticas y de ocio existentes en el país cuyo enfoque es la diversidad sexual o incluye la participación de personas LGBT en ellas.

## Archivos y museos

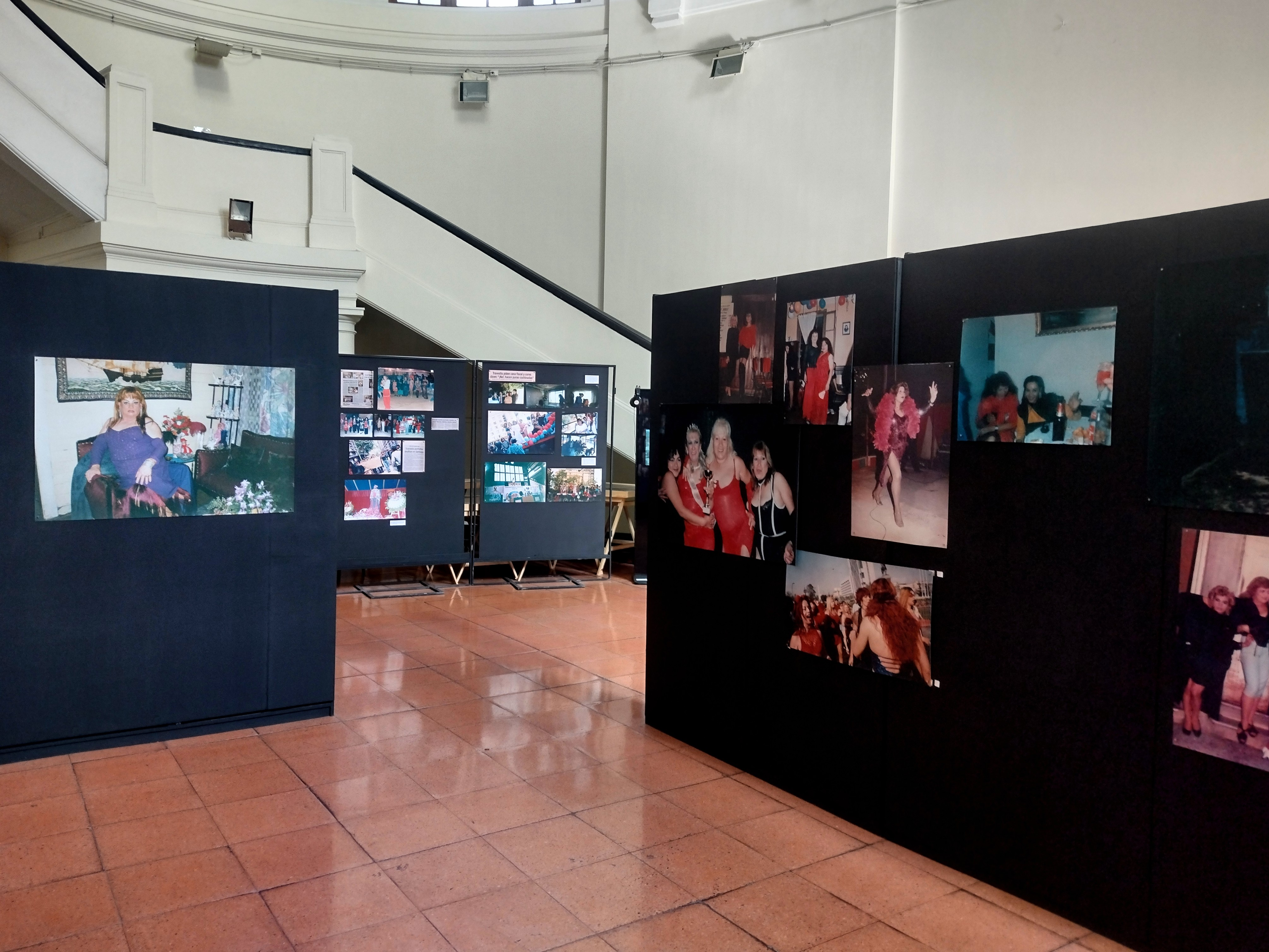
Exposición «Fuerza Travesti Organizada» en el Archivo Nacional (2025).

En 2012 parte del archivo sonoro del programa radial Triángulo abierto, principalmente de los segmentos dedicados a cultura lésbica, fueron donados al Archivo Nacional de Chile para su preservación como parte del Fondo Trabajo y Estudios Lésbicos / Casa de la Mujer Salón de Las Preciosas.
El 21 de junio de 2020 fue presentado oficialmente el Museo Di, un museo virtual que se convirtió en la primera experiencia museográfica destinada a rescatar y presentar la historia LGBT del país. Mediante publicaciones en Instagram, el museo busca reivindicar distintas historias relacionadas con el devenir de la diversidad sexual en Chile.
El 28 de junio de 2021 el Movimiento de Integración y Liberación Homosexual (Movilh) presentó un sitio que contiene el archivo histórico de la organización, incluyendo registros desde 1875 a la fecha y relatando especialmente la historia de los movimientos por los derechos de la diversidad sexual desde 1991 en adelante.
Como recuerdo al homicidio de Mónica Briones y como forma de rescatar la memoria histórica de la diversidad sexual durante la dictadura militar, el 9 de julio de 2022 fue inaugurado en el Museo de la Memoria y los Derechos Humanos el «Fondo Mónica Briones».
El 26 de agosto de 2024 fue presentado en la Biblioteca Santiago Severín de Valparaíso el Archivo Histórico del Sindicato Afrodita, convirtiéndose en el primer repositorio de documentación y testimonios sobre la población trans de Chile; en la misma ocasión fue presentado el sitio web del archivo, que en su primera etapa reúne 10 testimonios de personas trans. Parte del archivo fue exhibido en la exposición «Fuerza Travesti Organizada. Archivo Histórico del Sindicato Afrodita de Valparaíso», presentada en el Archivo Nacional de Chile entre el 20 de marzo y el 25 de mayo de 2025.

## Artes visuales

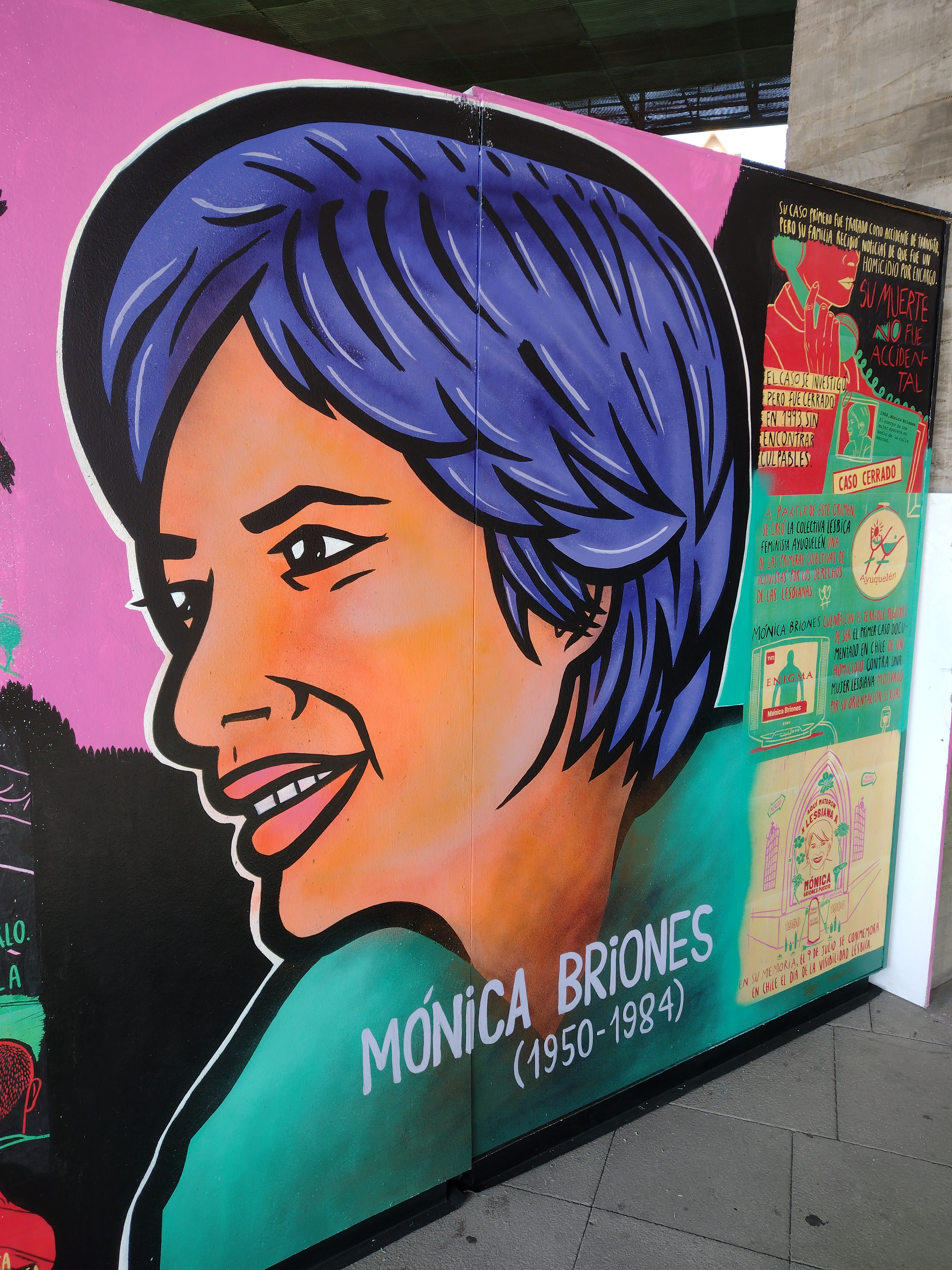
Mural dedicado a Mónica Briones en Santiago

Uno de los mayores exponentes de la pintura chilena contemporánea fue Claudio Bravo, artista hiperrealista y abiertamente homosexual, lo cual quedó plasmado también en sus obras pictóricas. Otro artista chileno reconocido por sus ilustraciones homoeróticas fue Enrique Puelma, quien se radicó en Alemania y posteriormente en Suiza.
Desde 1974, con la presentación de su performance titulada Happening de las gallinas, el artista Carlos Leppe exploró temáticas consideradas tabú en la época, como lo fueron la exploración del cuerpo, la sexualidad y el género, utilizando a menudo su propio cuerpo en las manifestaciones artísticas.
Una de las artistas lesbianas más conocidas en Chile es Mónica Briones, pintora y escultora que fue asesinada el 9 de julio de 1984 en el primer ataque lesbofóbico documentado en la historia del país. Lorenza Böttner fue una artista transgénero chileno-alemana que tenía ambos brazos amputados desde los ocho años; producto de ello aprendió a pintar con los pies y la boca, convirtiéndose en una artista multidisciplinar que pintaba y utilizaba la fotografía, el dibujo, la pintura y los espectáculos en la calle como un medio para crear un cuerpo político y artístico.
Entre 1982 y 1987 la fotógrafa Paz Errázuriz registró la vida al interior de prostíbulos travestis de Santiago y Talca; dicha obra quedó plasmada en el libro La manzana de Adán, publicado en 1990 y que contiene textos de Claudia Donoso en el cual se narra el desafío que implicaba el travestismo y la prostitución durante la dictadura militar.
En cuanto al arte contemporáneo, existen distintos artistas abiertamente LGBT que han desarrollado dicha temática en sus obras. Uno de ellos es Seba Calfuqueo, artista trans de origen mapuche en el cual ha representado la homosexualidad existente en dicha cultura y que se intentó censurar luego de la llegada de los conquistadores españoles a Chile.

## Cine

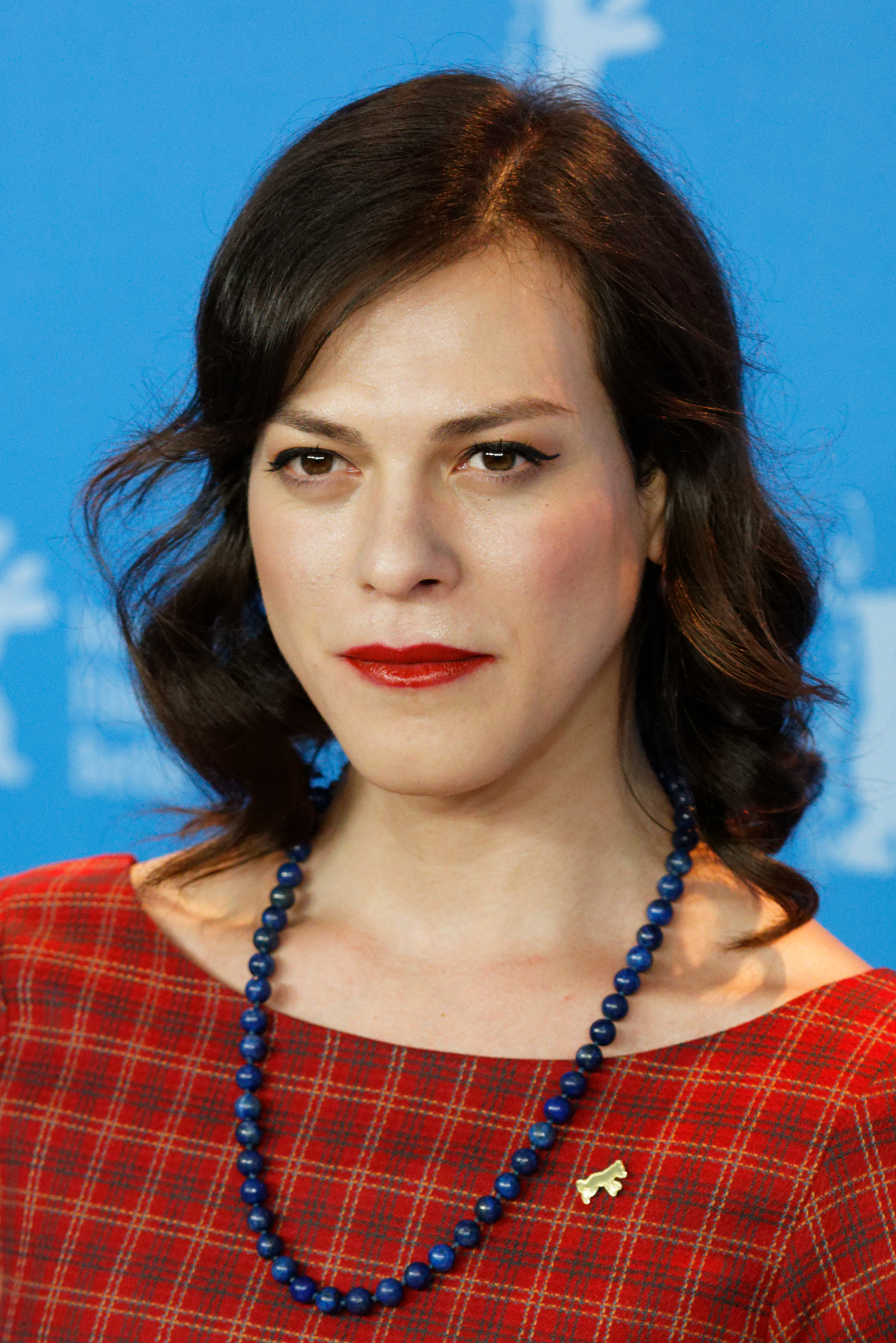
Daniela Vega.

Daniel Emilfork fue el actor de cine chileno más destacado de mediados y finales del siglo XX, actuando en numerosas películas en Europa. En 1949 decidió salir de Chile y radicarse en Francia, debido a la persecución homófoba que existía en su país. La estrella de Una mujer fantástica, Daniela Vega, es la primera actriz chilena abiertamente transgénero.
La homosexualidad en el cine chileno es un tema poco retratado y lo ha hecho de manera más explícita a principios del siglo XXI. El primer personaje gay de una película chilena lo interpretó el actor Luis Alarcón en Caluga o menta (1990). Entre las películas que tratan en sentido amplio temas LGBT se encuentran: Muñeca, cuestión de sexo (2008), Empaná de pino (2008), Lokas (2009), Des/Esperando (2010), Drama (2010), Mapa para conversar (2011), Mi último round (2012), Joven y alocada (2012), Otra película de amor (2012), En la gama de los grises (2015), Nasty Baby (2015), Nunca vas a estar solo (2016) y la película ganadora del Premio Óscar Una mujer fantástica (2017). También han sido destacados los largometrajes Naomi Campbell (2013), La Visita (2014), y los documentales El hombre nuevo (2015) y Tan inmunda y tan feliz (2022).
Entre los cortometrajes relacionados con temáticas LGBT se encuentran: Desde siempre (1996) —considerada la primera producción chilena en abordar como tema principal la diversidad sexual—, El Regalo (2002), Blokes (2010), La Santa (2012), Iglú (2013), Solsticio de primavera para un primer amor (2013), Plutón (2014), San Cristóbal (2015), Aguas abajo (2015) y Locas perdidas (2015).
Desde 2008 se celebra anualmente en Santiago el «Festival Internacional de Cine LGBTI (Cine Movilh)», siendo la más amplia muestra de cintas nacionales y extranjeras, con temáticas de la diversidad sexual en el país. Tras finalizar el festival, las cintas recorren diversas ciudades como Arica, Iquique, Antofagasta, Coquimbo, La Serena, Chillán y Puerto Montt, con proyecciones que son organizadas por diversos grupos de la Federación Chilena de la Diversidad Sexual (Fedisech). Desde 2016 se realiza anualmente en Santiago y Valparaíso el Amor Festival, certamen cinematográfico enfocado en producciones LGBT.

## Literatura

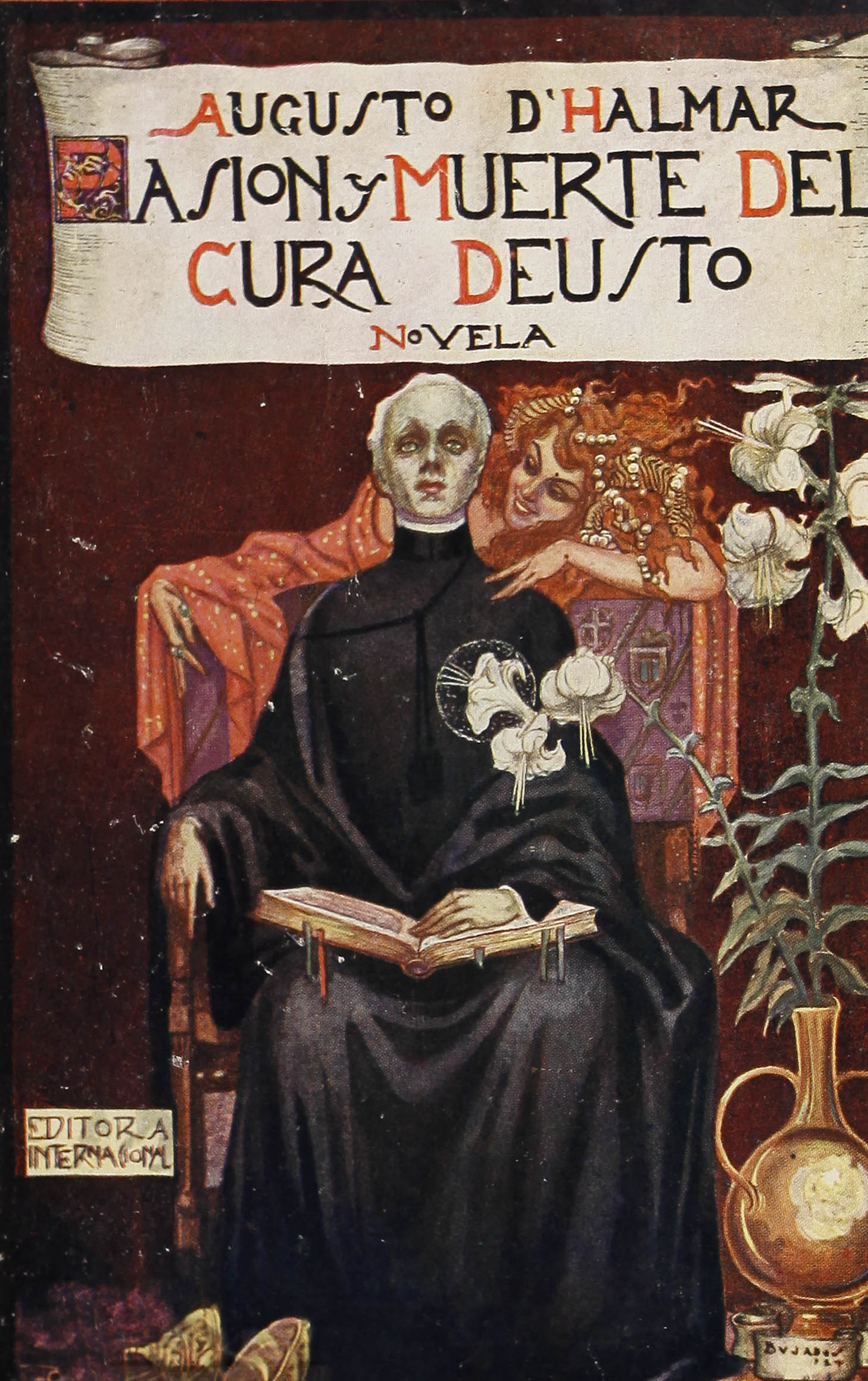
Portada de Pasión y muerte del Cura Deusto, primera novela de temática LGBT de Chile.

A principios del siglo XX en Chile, los círculos artísticos y literarios radicaban principalmente en Santiago, donde la homosexualidad se vivía libremente pero no públicamente. Incluso muchos homosexuales fueron muy influyentes en ese momento, entre los que se destacan los escritores Augusto d'Halmar, Benjamín Subercaseaux y el crítico literario Hernán Díaz Arrieta. Además, existieron en la época artistas cuya homosexualidad fue conocida como el escritor Luis Oyarzún, el poeta Eduardo Molina Ventura y el pintor Roberto Humeres.
La literatura chilena de esos años comenzó a desarrollar profusamente relatos de temática gay, que se inició con la novela La sombra inquieta de Díaz Arrieta, publicada en 1915, donde se incluye al primer personaje afeminado de la literatura nacional. Posteriormente, la novela Pasión y muerte del Cura Deusto, publicada en 1924 por D'Halmar, ganador del primer Premio Nacional de Literatura de Chile en 1942, narra el trágico amor de un sacerdote por otro hombre. Aunque la novela se publicó por primera vez en España, se considera la primera en América Latina que aborda explícitamente la relación entre una pareja del mismo sexo.
En 1935, Joaquín Edwards Bello describió en La chica del Crillón un personaje lésbico, tema que pocas veces se menciona. Varios autores heterosexuales como Alejandro Jodorowsky y Enrique Lafourcade compartieron con artistas homosexuales que impulsaron sus carreras. Lafourcade dedicó papeles importantes a la homosexualidad en sus primeros trabajos como Pena de muerte (1952) y Para subir al cielo (1959). La relativa apertura del tema en los círculos aristocráticos, intelectuales y artísticos, influenciada por los acontecimientos en Europa, permitió la publicación de algunas obras literarias extranjeras que también retrataban la homosexualidad.
A pesar de esta relativa apertura, el rechazo fuera de estos círculos fue generalizado, por lo que muchos autores importantes ocultaban su homosexualidad en la sociedad. Este fue el caso de José Donoso y la ganadora del Premio Nobel de Literatura Gabriela Mistral, dos de los más grandes escritores de la literatura del país. Recién tras la muerte de ambos y la publicación de su obra epistolar personal a principios del siglo XXI se descubrió su homosexualidad, que durante mucho tiempo había sido un tema tabú. Tanto Mistral como Donoso reflejaron en sus cartas el dolor de no poder vivir sus relaciones personales. A mediados del siglo XX se destacan el escritor y pintor Adolfo Couve (fallecido en 1998), y el escritor Mauricio Wacquez (fallecido en 2000), cuyas novelas en las que se incluye el tema gay tuvieron poca difusión.
Desde finales del siglo XX y principios del XXI, fueron apareciendo más escritores que además de declararse homosexuales, reflejaba de diferentes formas la homosexualidad en sus obras; entre ellos se encuentra el escritor Alberto Fuguet, y algunas de sus obras Aeropuertos y Missing. En 2015 también publicó la novela No ficción, obra que explora el mundo homosexual.
Entre otros escritores destacados, Pedro Lemebel es considerado como un escritor influyente para la literatura homosexual y de protesta, cuyo estilo irreverente se ha hecho conocido en toda América Latina. Como artista de performance y escritor, su obra se caracteriza por el uso de la provocación y el resentimiento como herramientas de crítica política y social. En 1995 publica su primer libro de crónicas titulado La esquina es mi corazón; otras obras importantes son las crónicas De perlas y cicatrices (1998) y Adiós mariquita linda (2005). Lemebel murió en enero de 2015 a causa de un cáncer de laringe. También ha destacado el escritor Pablo Simonetti, que se dedica a la literatura en 1996 y al año siguiente gana el concurso de cuentos de la revista Paula; en 1999 publicó su primer libro y desde entonces ha mantenido una prolífica carrera. Simonetti también es actualmente activista por los derechos de la diversidad sexual en Chile.

## Medios de comunicación
En 1998 fue fundado el sitio web gaychile.com, primera página de Internet enfocada exclusivamente en la población LGBT chilena. Su actividad finalizó en 2008 cuando su propietario, José Víctor Jorquera, reemplazó todo el contenido por mensajes homófobos y tránsfobos al incorporarse a la Iglesia Bíblica Misionera de Paraguay. En junio de 2025 el dominio fue adquirido y el sitio fue publicado nuevamente con contenidos orientados a la comunidad LGBTI+ por una nueva administración.

### Prensa escrita
La primera publicación periódica destinada a la población LGBT chilena fue la revista Lambda News, cuyo primer número apareció en enero de 1995, y su publicación fue de carácter mensual destinada a un público LGBT adulto. Su creación estuvo a cargo del Centro Lambda Chile, fundado en 1993 por Luis Gauthier y Roberto Pablo para generar difusión sobre la prevención y atención del VIH/SIDA. La publicación circuló hasta 2004.
Entre 1995 y 2000 fue editada la revista Ama-zonas, publicada por la Coordinadora Lésbica y considerada la primera publicación periódica chilena destinada especialmente a lectoras lesbianas; En mayo de 1996 fue lanzada la revista Cihom, publicada por el Comité de Iniciativa Homosexual, renombrada como El Otro Lado en diciembre del mismo año y que fue editada hasta septiembre de 2000.
El 4 de mayo de 2002 fue lanzado oficialmente OpusGay, primer periódico LGBT de Chile y que estaba patrocinado por el Movimiento de Integración y Liberación Homosexual (Movilh), el cual publicó 8 ediciones impresas hasta diciembre del mismo año, pasando posteriormente a ser un medio digital. Pocos días después del lanzamiento de OpusGay fue lanzada la revista digital Rompiendo el Silencio, que fue una de las primeras en abordar temáticas lésbicas y que también presentó ediciones impresas entre junio de 2008 y abril de 2010.
En octubre de 2008 fue presentada Revista G, publicación LGBT chilena con contenidos sobre hombres homosexuales enfocada principalmente al sector de ingresos altos. Publicó 25 ediciones impresas de manera mensual hasta octubre de 2012 y su director fue Daniel Chang.
Desde 2013 se edita anualmente en Valparaíso la Agenda kuir, publicación que reúne contenidos gráficos y textuales que trascienden el espectro LGBT, centrándose en la disidencia sexual en un sentido amplio y desde una perspectiva transfeminista.

### Radio

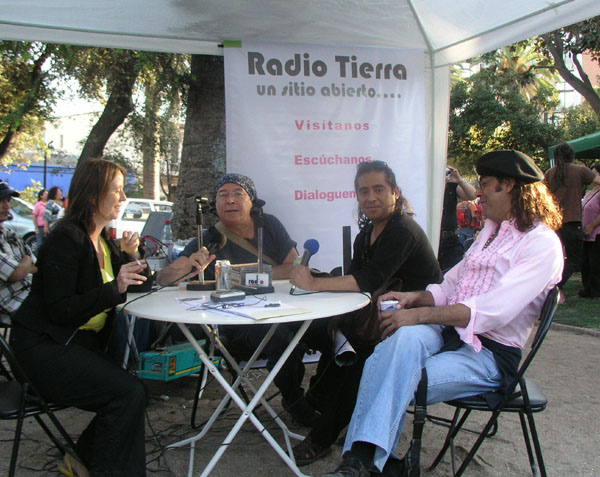
Emisión de Triángulo abierto con Pedro Lemebel y Víctor Hugo Robles (segundo y cuarto de izquierda a derecha, respectivamente).

El 15 de junio de 1993 se iniciaron en Radio Tierra las emisiones de Triángulo abierto, primer programa radial destinado exclusivamente a la población LGBT chilena. Sus primeros conductores fueron Víctor Hugo Robles y Soledad Suit, y el programa se extendió hasta 2007. Posteriormente, en 1998 se creó en el programa «Amazonas» de Radio Tierra el segmento denominado «Rompiendo el Silencio», que presentaba historias lésbicas, siendo el primer espacio dedicado a dicho segmento de la diversidad sexual; posteriormente dicho espacio daría paso a una revista digital y organización lésbica dirigida por Érika Montecinos.
El 12 de marzo de 2004 se emitió por Radio Tierra el primer radioteatro de temática LGBT realizado en el país, titulado Amistad divina y ambientado en 1993 en el que se narra la historia de un joven homosexual, cuya orientación sexual es descubierta por su familia y se dirige a la discoteca Divine, la cual sufrió un incendio. La obra contó con la participación del artista Pedro Lemebel.
El 4 de septiembre de 2014, coincidiendo con un nuevo aniversario del incendio de la discoteca Divine, se realiza en Viña del Mar la primera emisión de Radio Divine, primera estación destinada exclusivamente a la población LGBT en Chile. La emisora realizó sus programas hasta el 31 de diciembre de 2016, fecha en que cambió de nombre a «Viña FM» y modificó su programación, orientándola a un público general y perdiendo el enfoque en la diversidad sexual.
El 19 de mayo de 2019 se iniciaron en Radio Universidad de Chile las transmisiones de «Siempre Viva en Vivo», programa realizado por Víctor Hugo Robles y que busca continuar el legado de «Triángulo abierto», del cual Robles formó parte.

### Televisión
La televisión es uno de los medios más populares e influyentes en todo el país. La televisión chilena ha vivido un proceso de apertura hacia la homosexualidad a partir del año 2000 en términos de visibilidad en series y telenovelas que incluyen personajes abiertamente gays y lesbianas, además de la aparición de personas abiertamente gays en otros programas de televisión.
Ha habido muchos personajes gay chilenos en las telenovelas desde la década de 1980. En 2003, el primer personaje gay relevante en una telenovela lo interpretó el actor Felipe Braun en Machos. Según los críticos, esta telenovela, transmitida por Canal 13, fue la primera en mostrar de una manera más grave y compleja el conflicto de la homosexualidad en la familia.
Diferentes telenovelas chilenas han visibilizado las relaciones de gays y lesbianas durante la última década, entre las que se cuentan: Puertas adentro (2003), Ídolos (2004), Cómplices (2006), El señor de La Querencia (2008), ¿Dónde está Elisa? (2009), Los exitosos Pells (2009), Conde Vrolok (2009), Manuel Rodríguez (2010), Mujeres de lujo (2010), Infiltradas (2011), La doña (2011), Separados (2012), Maldita (2012), La sexóloga (2012), Graduados (2013), Las 2 Carolinas (2014), No abras la puerta (2014), Preciosas (2016), Perdona nuestros pecados (2017) y Casa de muñecos (2018). Algunas de las series que han incluido personajes relevantes y abiertamente homosexuales a la trama son: Vivir al día (1998), Cárcel de mujeres (2007), Aquí no hay quien viva (2009) —versión chilena de la serie española—, Cumpleaños (2011) y Familia moderna (2015), esta última adaptación chilena de la serie estadounidense Modern Family.

Logotipo de The Switch Drag Race.

En 2013 el canal de televisión Mega estrenó Ojo con clase, versión chilena del reality estadounidense Queer Eye. Durante 2015 se transmitió por primera vez en señal abierta dos programas de producción nacional con contenido exclusivo LGBT: Happy Together es un docureality de Televisión Nacional de Chile (TVN) que narra la historia de dos hombres enamorados que quieren formar una familia, Julio Cezar Dantas y Juan Pablo Fuentealba. Además se estrenó The Switch Drag Race, un programa de talentos y reality show transmitido por la cadena de televisión Mega, presentado por Karla Constant y con la participación especial de la diva drag Nicole Gaultier como entrenadora y jueza. Es oficialmente la versión chilena del programa estadounidense RuPaul's Drag Race.
La miniserie de televisión Zamudio: Perdidos en la noche se estrenó en marzo de 2015, transmitida por TVN. Describe el asesinato homofóbico de Daniel Zamudio, y fue el primero en mostrar escenas de sexo gay en televisión en horario de máxima audiencia. El primer episodio de la serie fue reproducido por el canal de televisión el Viernes Santo sin generar polémica.
El 17 de abril de 2021 se estrenó en La Red Las gansas, el primer programa chileno emitido en televisión abierta dedicado especialmente a la diversidad sexual; el espacio fue conducido por César Muñoz y Luis Aliste. En total se emitieron 32 capítulos hasta el 11 de diciembre, siendo cancelado en la semana siguiente.

## Música

Rolando Alarcón.

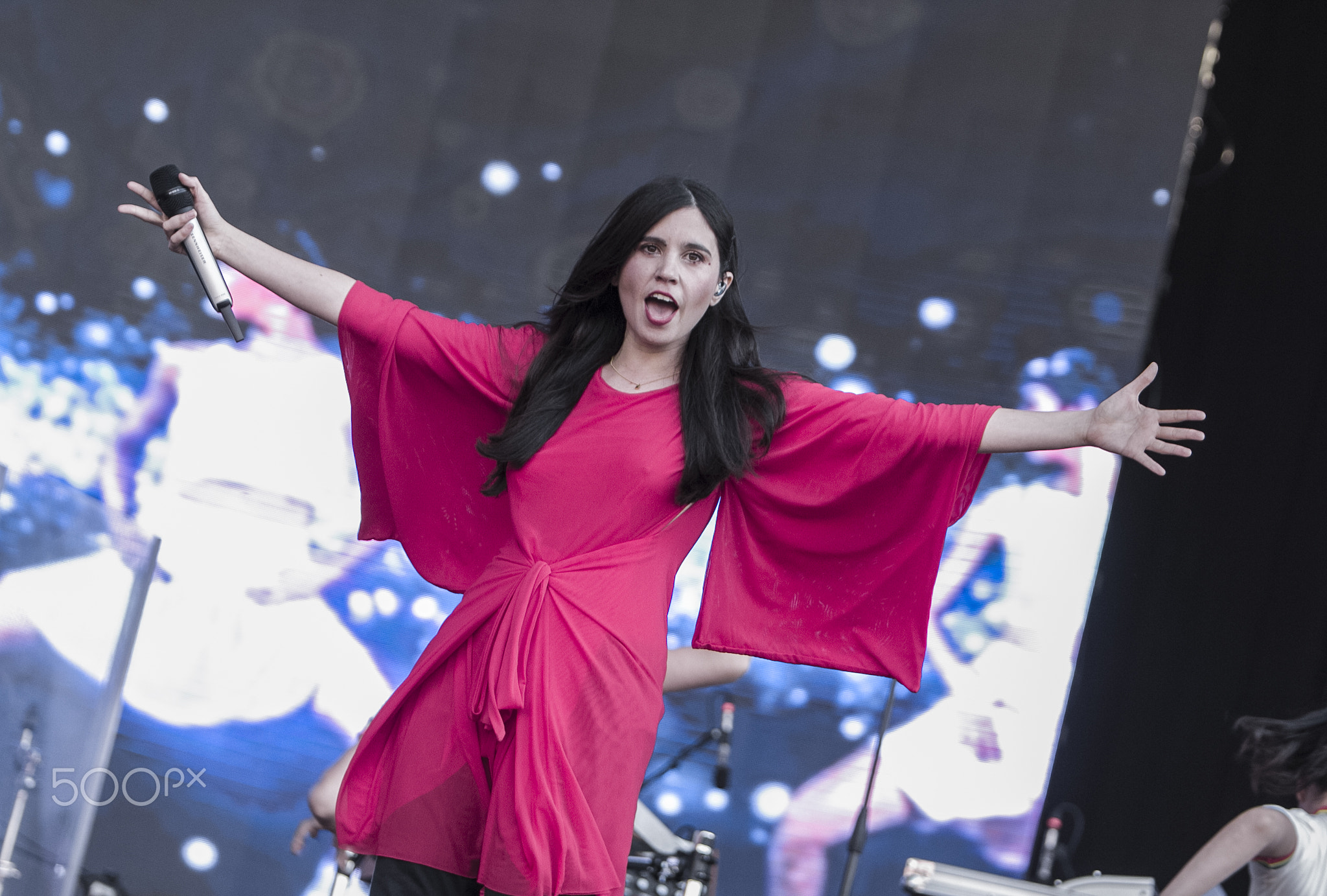
Javiera Mena.

El primer músico gay destacado en Chile fue el folclorista y compositor Rolando Alarcón, quien tuvo que vivir su homosexualidad en secreto la mayor parte del tiempo debido a la hostilidad imperante contra los homosexuales a mediados del siglo XX.
Actualmente, entre los músicos chilenos que han declarado abiertamente su homosexualidad se encuentran el cantante Giovanni Falchetti, el cantante y productor musical Ignacio Redard, y la cantante y música indie electropop Javiera Mena. En la escena underground destaca la cantante transgresora, drag queen y performer Hija de Perra, fallecida en 2014.
Recién a fines del siglo XX y principios del XXI, algunos músicos chilenos lanzaron canciones que tratan sobre temas LGBT, que han sido acogidas por la comunidad de lesbianas, gays, bisexuales y transgénero del país. En la década de 1990, la cantante Nicole escribió la canción «Sirenas» inspirada en la historia de amor de una amiga que había descubierto que le gustaban las mujeres. La canción formó parte de su disco Sueños en tránsito (1997), producido por Gustavo Cerati. «Atrévete a aceptarlo», lanzada en 2001 por la boy band chilena Stereo 3, es considerada en el país una canción que invita a las personas LGBT a salir del clóset. «Disfraz», de la banda chilena de pop-rock Kudai, es una canción de 2009 que habla sobre la homosexualidad y la discriminación, demostrando el apoyo de la banda a la comunidad LGBT.
La cantante y actriz Sofía Oportot lanzó en 2010 el tema «Entender», en el que asume y canta sin complejos: "Quién puede entender a una mujer mejor que otra mujer, no es tan difícil saber si es amistad o placer". Oportot es uno de las cantantes más activas de la escena gay underground de Chile. También en 2010, el cantante y productor musical chileno Koko Stambuk lanzó la canción titulada «Chicos y chicas» de su disco Valiente, que cuenta cómo cada vez más personas homosexuales se atreven a vivir su verdad. Las relaciones amorosas y la sexualidad ha sido un tema recurrente en sus canciones y producciones musicales.
Javiera Mena, primera cantante chilena abiertamente lesbiana, ha dedicado abiertamente canciones al género femenino, como «Sol de invierno» (2006), «Acá entera» (2010), y más recientemente «Espada» (2014). Francisca Valenzuela se destaca con su sencillo de 2015 «Insulto»; la canción habla de la discriminación contra la comunidad LGBT. La diversidad sexual ha sido un estandarte de lucha de esta cantante que ha estado permanentemente comprometida con la causa. Horregias es un grupo fundado en Renca en 2008 y compuesto por Horridia Parra (voz y guitarra), Feocia Castor (voz y bajo) y Rorri (voz y batería), y cuya música es explícitamente lésbica.
El músico Álex Anwandter, quien no ha definido abiertamente su sexualidad, es considerado un ícono y activista por los derechos LGBT por su continuo apoyo que se refleja en sus canciones, videos, presentaciones y últimamente también en la realización de películas. De su disco Rebeldes (2011) destacan dos temas: «¿Cómo puedes vivir contigo mismo?», se ha convertido en un himno de la lucha contra la discriminación de los homosexuales en Chile, y su video musical está inspirado en el documental Paris is Burning, mientras que «Tatuaje» es una canción de amor dedicada a otro hombre, aparentemente la primera de su tipo en Chile según él.

## Teatro

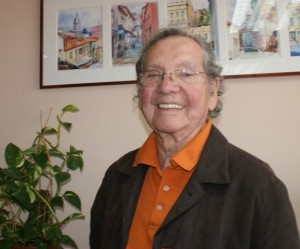
Humberto Duvauchelle.

El primer beso gay en una obra teatral en Chile ocurrió en octubre de 1967, en la sala de teatro Lex de la Facultad de Derecho de la Universidad de Chile, cuando se estrenó Entreteniendo al señor Sloane, adaptación de la obra de Joe Orton. La escena del beso ocurrió entre los actores Alejandro Sieveking y Gregorio Rosenblut. Al año siguiente la obra fue estrenada en el circuito comercial en el teatro Petit Rex, con la escena del beso homosexual a cargo de Humberto Duvauchelle y Raúl Espinoza. En 1969 fue estrenada en Concepción la obra Juego a tres manos de Enrique Giordano, la cual generó controversia en la ciudad debido a la representación explícita de la homosexualidad que se realizaba en diversas escenas.
En agosto de 1973 se estrenó Travesti por mi abuela, primera obra de teatro en estilo café concert que abordaba el transformismo. La obra era realizada por la compañía teatral El Túnel y estaba protagonizada por Eduardo Soto, suspendiendo sus presentaciones luego del golpe de Estado del 11 de septiembre. Tres años después, en abril de 1976 se estrena en el Teatro Hollywood de Santiago la obra Cabaret Bijoux, protagonizada por Tomás Vidiella, la cual se convierte en el primer espectáculo teatral masivo donde se presenta un actor como transformista, realizando giras por todo el país.
En 1996 los actores Erto Pantoja y Jaime Vadell interpretaron a una pareja homosexual en la obra Extrañas costumbres orales, escrita por Sergio Gómez y dirigida por Vadell. En enero de 2001 fue estrenada Loco afán, dirigida por Alejandro Trejo y que consiste en una adaptación teatral de la obra homónima de Pedro Lemebel. El 29 de junio de 2005 fue estrenada otra obra teatral basada en un texto de Lemebel: Tengo miedo, torero, presentada por la compañía Chilean Business.
El director Jimmy Daccarett creó la trilogía teatral denominada «Identidad y Memoria Homosexual en Chile» que contenía las obras Sangre como la mía (2011, escenificación de la novela homónima de Jorge Marchant), Heterofobia (2015, Pablo Dubott) y Narciso fracturado (2019). En 2023 estrenó Colicidio, una sátira paranormal que aborda la diversidad sexual en Santiago de Chile en los años 1990.
Algunas obras de teatro con contenido LGBT realizadas en Chile en las últimas décadas son Las ardientes noches de Candy Dubois (Fernando Villalobos, 1990), La huida (Andrés Pérez, 2001), El escándalo de la calle Huanchaca (Pedro Zlatar, 2008, basada en la redada policial ocurrida en Antofagasta en 1969), Romeo y Julián (compañía Legión Escénica, 2017), Inquieto (Ernesto Orellana, 2010), Ruleta Rosa (Nibaldo Maturana, 2018) El ritmo de la noche (Colectivo La Comuna, 2020), Avalancha (Los Contadores Auditores, 2021) y Daniel: voy a ser el gay más famoso de Chile (Daniel Mazuela, 2022).

## Transformismo
El transformismo ha sido parte fundamental del desarrollo de la comunidad LGBT en Chile. El primer espectáculo masivo de transformistas en el país fue el del grupo denominado Blue Ballet, surgido en 1967 y a partir del cual surgieron drag queens reconocidas incluso fuera de Chile, como por ejemplo Candy Dubois y Marcia Torres. En 1968 surgieron nuevos grupos de transformistas, entre los que se encontraban «Le Grand Ballet» y «The Young Royal Ballet», que se presentaban en los locales nocturnos santiaguinos —también conocidos como boites— American Bar y Royal.

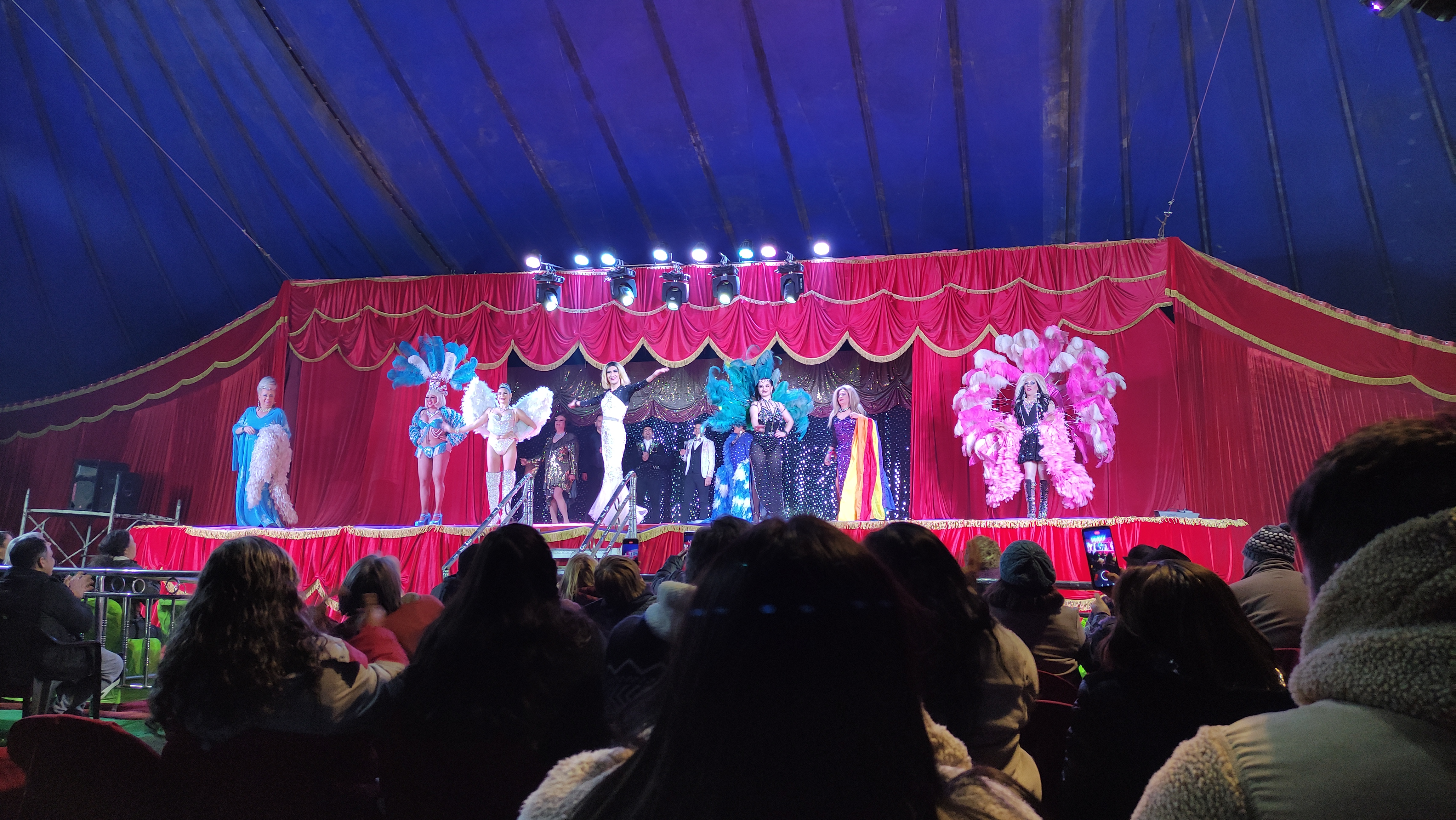
Artistas del Circo Timoteo.

Durante la dictadura militar, el transformismo nacional tuvo como máximos exponentes las artistas del Circo Timoteo, que había incorporado paulatinamente a drag queens y que continúa siendo su principal atractivo, así como también los shows que se realizaban en algunos locales nocturnos de Santiago, como por ejemplo las discotecas Quásar y Fausto, y el bar «Dardignac 222», perteneciente a la vedette Rosita Salaverry. En dichos lugares iniciarían sus carreras rostros como Francis Françoise, Katiuska Molotov, Janin Day, Kassandra Romanini y Maureen Junott.

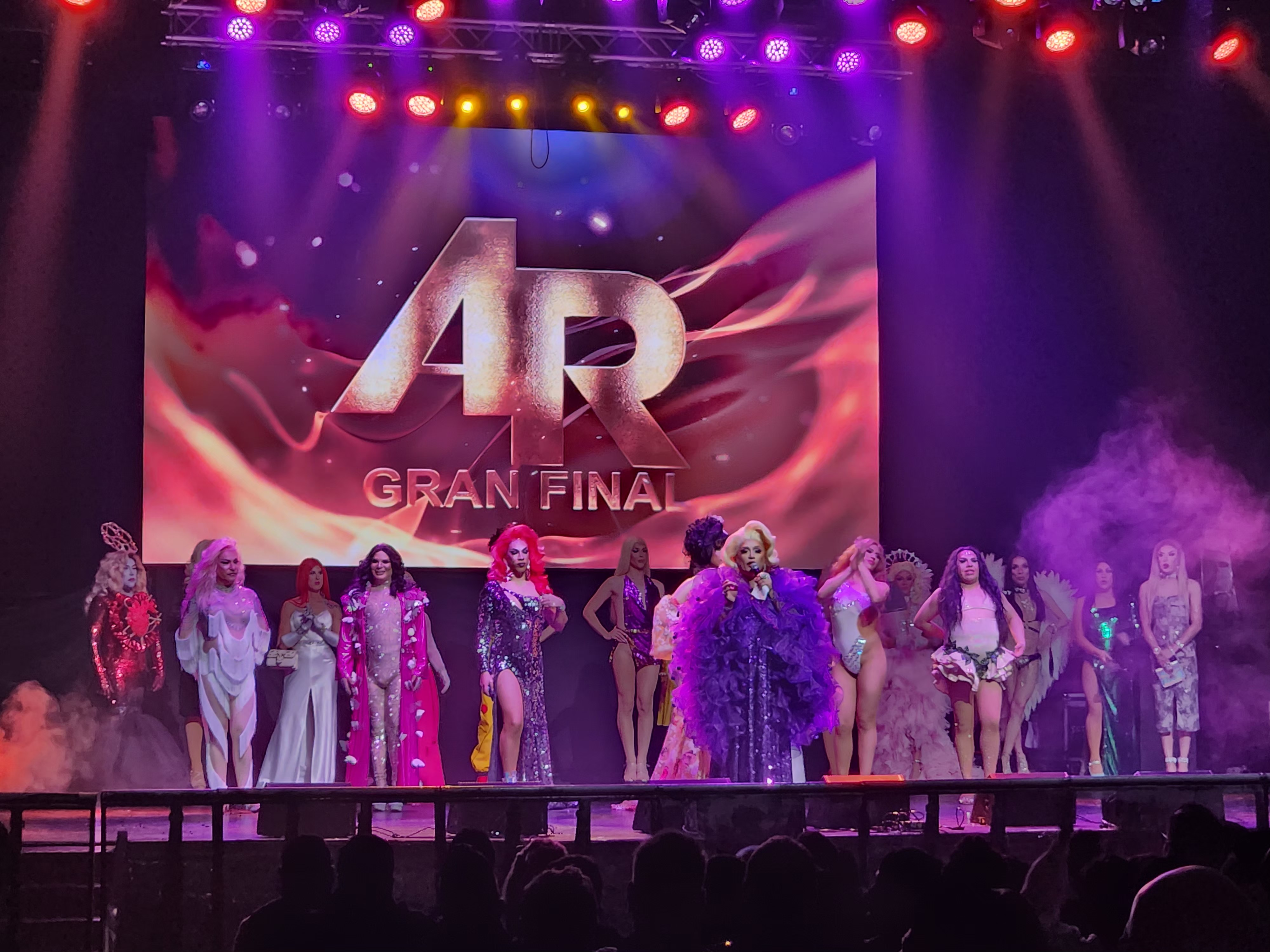
Final de Amigas y Rivales en el teatro Cariola en junio de 2024

Tras el retorno a la democracia, la actividad de las transformistas chilenas cobró fuerza y en 1993 fue creado en la discoteca Fausto el concurso de belleza denominado «Miss Fausto» (que posteriormente trascendería el espacio de la discoteca, siendo realizado en teatros como el Caupolicán o el Cariola); posteriormente fueron creados los «Premios Grace» (certamen bianual actualmente denominado «Premios Francis Françoise» en homenaje a dicha transformista), el concurso de transformismo denominado «Amigas y Rivales» (del cual derivó una serie en formato docu-reality sobre el backstage que es publicada en redes sociales) y la competencia de baile denominada «Bailando».
Desde 2015 se realiza de manera anual en la discoteca Arcángel de La Serena la «Cumbre de Transformistas», evento en que se reúnen las drag queens más destacadas de Chile junto a invitadas nacionales e internacionales.

## Turismo

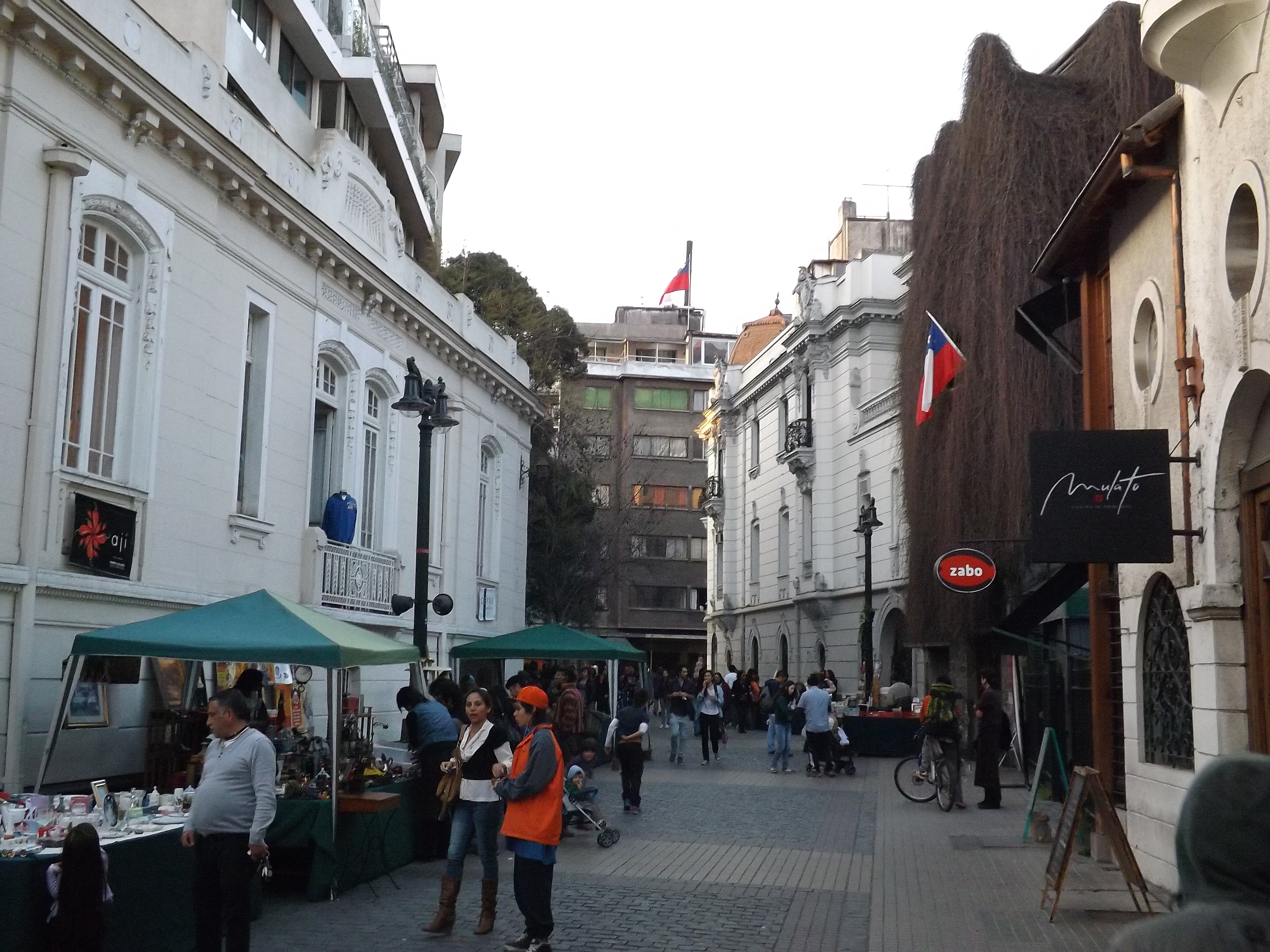
Calle del barrio Lastarria.

Si bien Chile no cuenta con un destino turístico gay reconocido internacionalmente, en Santiago, su ciudad capital, se ha desarrollado paulatinamente y en menor medida en comparación con las otras capitales del Cono Sur, una cultura LGBT urbana debido a una mayor aceptación social de la homosexualidad, lo que se refleja en la aparición de una oferta turística específicamente gay, como bares, discotecas, hoteles, cafeterías, restaurantes y saunas gay. Aunque no existe un barrio gay como tal en Santiago, los barrios Bellavista y Lastarria-Bellas Artes son considerados gay-friendly por la gran concurrencia de personas LGBT y por ser zonas de la ciudad con muchos atractivos culturales y vida bohemia.
Según las agencias de viajes dedicadas al turismo gay en el país, San Pedro de Atacama, Isla de Pascua, el parque nacional Torres del Paine, Santiago, Valparaíso y las viñas son los lugares favoritos de los turistas gays. Las personas LGBT que eligen Chile como destino turístico son parejas consolidadas de alto poder adquisitivo a las que les gustan los hoteles de diseño, las cosas de moda y el lujo. Sin embargo, el Servicio Nacional de Turismo (Sernatur) no posee políticas específicas hacia ellos.
En octubre de 2016 fue lanzada oficialmente la primera Cámara de Comercio y Turismo LGBT y Diversidad de Chile (CCLGBT). La organización tiene como objetivo promover el crecimiento de empresas y profesionales comprometidos con la diversidad en el país, brindándoles herramientas para su desarrollo, promoción de buenas prácticas, redes de apoyo y comercialización de sus productos y servicios a nivel nacional e internacional. La iniciativa surge también con el objetivo de promover y monitorear políticas y normas en materia laboral y comercial que favorezcan los intereses de la comunidad LGBT, y contribuyan al desarrollo económico, social y sostenible del país. Cuenta con el apoyo oficial de la Subsecretaría de Economía y Empresas de Menor Tamaño y la Subsecretaría de Turismo, ambas dependientes del Ministerio de Economía, Fomento y Turismo.
En 2019 fue inaugurado en Pucón el primer hotel boutique gay del país: Hotel Velvet 375, mientras que al año siguiente se abrió el primer camping LGBT de Chile en la misma localidad.